# 밥 하워스
로버트 "밥" 하워스(Robert "Bob" Haworth, 1897년 6월 26일 ~ 1962년)은 잉글랜드의 축구 선수로 볼턴 원더러스 소속으로 300경기 이상을 풋볼 리그에서 뛰었다. 그는 또한 1923년, 1926년, 1929년에 잉글랜드 FA컵 결승전에 나서기도 했다.